# Oncideres ilaire
Oncideres ilaire là một loài bọ cánh cứng trong họ Cerambycidae.